# Enric I d'Avaugour
Enric I de Trégor també Enric I d'Avaugour i Enric I de Penthièvre († inicis de 1183), fou comte de Trégor (Guingamp) i de Goëlo de 1137 a 1183.

## Biografia
Era el tercer fill d'Esteve I de Penthièvre i d'Havoisa de Guingamp, i va obtindre el Trégor (amb Guingamp i Goëlo) en la partició de dominis del patrimoni patern. Vers 1144 hauria cedit el domini al seu germà Alan el Negre, i hauria acceptat de no casar.-se, però Alan, que actuava com a senyor o conte el 1145, va morir el 15 de setembre de 1146, i Enric I va recuperar el control. El seu nebot Conan IV de Bretanya el va desposseir del comtat de Guingamp i el Tregor (o Trégor) però li va deixar Goëlo i Avaugour.

### Família i descendència
Es va casar a Mayenne el 19 de setembre de 1151 amb Matilde, filla de Joan I de Vendôme comte de Vendôme, del que va tenir a:
- Enric, nascut i mort el 1152.
- Alan I d'Avaugour el seu successor, després comte de Penthièvre per herència
- Geslin, mort després de 1239, senescal de Goëlo que es va casar amb la vicomtessa de Tonquédec de nom desconegut, sent ancetres de la casa de senyors Coëtmen.
- Conan mort vers 1202/1214.
- Alix, espose de Conan de Léon dit el Breu, vescomte de Léon mort després de 1203.
- Matilde, dama de Plouha, esposa d'Arveu Le Clerc.